# Mediastinoscopia
Os médicos especialistas em cirurgia torácica utilizam a mediastinoscopia no diagnóstico de doenças torácicas e/ou no estadiamento do carcinoma do pulmão.

## Mediastinoscopia cervical
A mediastinoscopia cervical é um procedimento cirúrgico que possibilita a visualização do conteúdo de determinadas áreas do mediastino superior ao alcance do mediastinoscópio, cujo principal propósito seria a obtenção de amostras de biópsias para estudo histopatológico.
A mediastinoscopia é frequentemente utilizada no estadiamento do carcinoma do pulmão.
A mediastinoscopia cevical permite acesso aos níveis 2, 4, e 7 de linfonodos mediastinais.

## Mediastinoscopia estendida
A mediastinoscopia estendida é uma técnica que permite explorar os linfonodos pré-aórtico (nível 6) e também os linfonodos da janela aorto-pulmonar (nível 5).

## Mediastinoscopia ou mediastinotomia anterior (para-esternal)
A mediastinoscopia ou mediastinotomia anterior, para-esternal à esquerda também é denominada de mediastinoscopia ou mediastinotomia de Chamberlain.
O acesso cirúrgico é realizado através de incisão ao nível do 3° espaço intercostal, permitindo explorar as estações linfonodais de níveis 5 e 6.